# National Medal of Science
La National Medal of Science è un'onorificenza assegnata dal Presidente degli Stati Uniti d'America a individui che abbiano apportato importanti contributi all'avanzamento della conoscenza nelle scienze comportamentali e sociali, nella biologia, nella chimica, nell'ingegneria, nella matematica e nella fisica. Il Comitato della National Medal of Science è composto da dodici membri ed è responsabile della scelta dei vincitori. Esso è amministrato dalla National Science Foundation (NSF).

## Storia
Il premio fu istituito il 25 agosto del 1959, con una legge del Congresso degli Stati Uniti (Public Law 86-209). Inizialmente, la medaglia era assegnata a scienziati che si fossero distinti in fisica, biologia, matematica o ingegneria. Il Comitato della National Medal of Science nacque il 23 agosto 1961 in seguito a un decreto (executive order numero 10961) del Presidente Kennedy.
Il 7 gennaio 1979 l'American Association for the Advancement of Science (AAAS) approvò una risoluzione volta a ottenere che il premio potesse essere assegnato anche nel campo delle scienze sociali e comportamentali. Accogliendo questa richiesta, Ted Kennedy propose lo Science and Technology Equal Opportunities Act al Senato. Il 12 dicembre 1982 il Presidente Carter firmò la legge (Public Law 96-516).

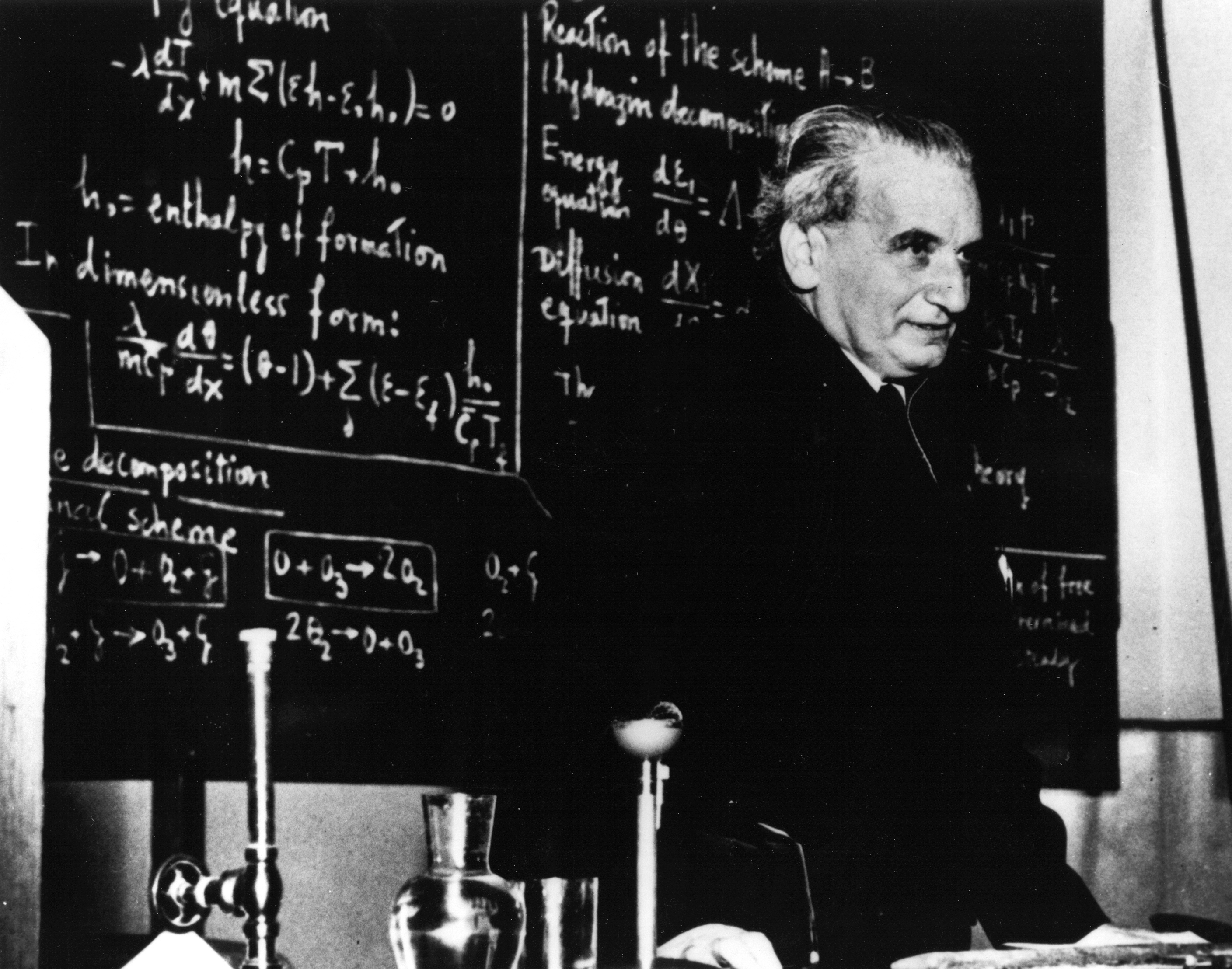
Theodore von Kármán

Dal 1992 la National Science and Technology Medals Foundation è l'organizzazione che si occupa della National Medal of Science e della National Medal of Technology.
Il 18 febbraio 1963 viene assegnata per la prima, per l'anno 1962 dal presidente Kennedy, a Theodore von Kármán, per il suo lavoro presso il Jet Propulsion Laboratory del Caltech, con la seguente motivazione: «per il suo ruolo preminente nello studio delle basi scientifiche e ingegneristiche dell'aeronautica; per i suoi insegnamenti efficaci e per i contributi in diversi campi della meccanica; per il suo servizio di consulenza alle forze armate e per la sua promozione della cooperazione internazionale nella scienza e nell'ingegneria».

## Assegnazione del premio
Ogni anno, la National Science Foundation chiede alla comunità scientifica di segnalare candidati al premio. Gli scienziati sono nominati da loro pari e ogni nomination richiede tre lettere di supporto da studiosi di scienza e tecnologia. In seguito, le nomination sono inviate al Comitato, che è composto di quattordici persone scelte dal Presidente: 12 scienziati e due membri d'ufficio, ovvero il direttore dell'Office of Science and Technology Policy (OSTP) e dal presidente della National Academy of Science.
I candidati devono essere cittadini statunitensi o ivi residenti in modo permanente che hanno richiesto la cittadinanza statunitense. Inoltre, devono aver compiuto un lavoro di notevole importanza o che abbia avuto un forte impatto sul loro campo di studio. Inoltre, il Comitato valuta coloro che hanno promosso l'avanzamento generale della scienza e coloro che hanno influenzato l'insegnamento delle scienze, sebbene questi criteri siano meno importanti rispetto ai primi. La nomination vale per tre anni, alla fine dei quali gli scienziati possono essere ricandidati. Il Comitato rivolge le sue raccomandazioni al Presidente per la scelta finale.